# Mai 1815
Cette page présente les faits marquants du mois de mai 1815.

## Événements
- France : la Vendée et la Bretagne se soulèvent contre le retour de l’Empereur.

- 2 - 3 mai : victoire autrichienne décisive sur Joachim Murat, roi de Naples à la bataille de Tolentino[1]. Apprenant la défaite de Carascosa à Scapezzano (1er mai), Murat ordonne la retraite.

- 3 mai : ville libre de Cracovie[2].

- 5 mai : une flotte anglo-autrichienne assiège Ancône. La garnison napolitaine est faite prisonnière[3].

- 8 et 22 mai, France : élections de la nouvelle Chambre des représentants dominée par des libéraux hostiles à Napoléon.

- 15 mai : la Prusse crée le grand-duché de Posen, territoire autonome administré par un vice-roi, le prince Antoine Radziwill, assisté d’un gouverneur[4]. Le code Napoléon y est remplacé par le droit prussien. Une diète provinciale (Landstag) est élue au suffrage indirect, qui donne une majorité aux Polonais. En Prusse-Occidentale, les Polonais, qui représentent de 40 % à 50 % de la population, ne disposent d’aucun droit spécial. La germanisation se réalise par le biais de l’administration et de la propriété du sol, les domaines polonais passant dans des mains allemandes.

- 15 - 17 mai : victoire autrichienne sur les Napolitains à la bataille de San Germano[5]. Les Armées autrichiennes font leur jonction près de Calvi et marchent sur Naples. Murat fuit la ville le 19 mai pour la Corse, puis Cannes.

- 18 mai : l'évêque missionnaire de Chine Gabriel-Taurin Dufresse est arrêté à la suite de l'édit général de persécution contre les chrétiens en Chine. Il est exécuté le 14 septembre.

- 20 mai : le traité de Casalanza (it) met fin à la guerre napolitaine et au règne de Joachim Murat[6].

## Naissances
- 4 mai : Franz Adam, peintre et lithographe allemand († 30 septembre 1886).
- 6 mai : Eugène Labiche, dramaturge français († 1888).
- 12 mai : Anastasia Dimitrova, enseignante bulgare († 1894).
- 14 mai : Emile Plantamour (mort en 1882), astronome suisse.
- 20 mai : Raymond Adolphe Séré de Rivières, militaire français surnommé Le Vauban du XIXe siècle († 1895).

## Décès
- 21 mai : William Nicholson (né en 1753), chimiste anglais.